# North Robinson
North Robinson é uma vila localizada no estado norte-americano de Ohio, no Condado de Crawford.

## Demografia
Segundo o censo norte-americano de 2000, a sua população era de 211 habitantes.
Em 2006, foi estimada uma população de 198, um decréscimo de 13 (-6.2%).

## Geografia
De acordo com o United States Census Bureau tem uma área de
0,3 km², dos quais 0,3 km² cobertos por terra e 0,0 km² cobertos por água. North Robinson localiza-se a aproximadamente 322 m acima do nível do mar.

## Localidades na vizinhança
O diagrama seguinte representa as localidades num raio de 20 km ao redor de North Robinson.